# Nnamdi Oduamadi
Nnamdi Chidiebere Oduamadi (n. 17 octombrie 1990, Lagos, Nigeria) este un fotbalist nigerian aflat sub contract cu KF Tirana.